# Gira Salto al Color
Gira Salto al Color es el nombre de la actual gira de conciertos del dúo zaragozano Amaral, enmarcado dentro de la promoción su último disco Salto al Color (publicado en septiembre de 2019). Las primeras fechas fueron anunciadas en abril de 2019, cinco meses antes del lanzamiento oficial del disco.
La mayoría de las fechas previstas para 2020 fueron pospuestas o canceladas como consecuencia de la pandemia de COVID-19. En su lugar, durante todo el periodo estival, se ofrecieron una pequeña tanda de conciertos acústicos con un aforo muy reducido.

## Repertorio
A continuación se expone el repertorio del concierto celebrado el pasado 2 de noviembre de 2019 en el Coliseum de La Coruña.
1. Señales
2. El universo sobre mí
3. Marta, Sebas, Guille y los demás
4. Hoy es el principio del final
5. Bien alta la mirada
6. Lo que nos mantiene unidos
7. Lluvia
8. Como hablar
9. Nuestro tiempo
10. Revolución
11. Soledad
12. Ruido
13. Nocturnal
14. Moriría por vos
15. Juguetes rotos
16. El blues de la generación perdida
17. Días de verano
18. Ondas do mar de Vigo
19. Mares igual que tú
20. Rosita
21. Entre la multitud
22. Kamikaze
23. Tambores de la rebelión
24. Hacia lo salvaje
25. Halconera
26. Riazor
27. Sin ti no soy nada
28. Salir corriendo
29. Llévame muy lejos
30. Peces de colores

## Fechas
A continuación se detallan las fechas de la gira.
| Fecha                                          | Ciudad                | País   | Lugar                                      | Información                                          |
| ---------------------------------------------- | --------------------- | ------ | ------------------------------------------ | ---------------------------------------------------- |
| Primera Etapa: Gira Salto al Color (2019-2020) |                       |        |                                            |                                                      |
| 7 de septiembre de 2019                        | Madrid                | España | Facultad de Ciencias de la Información UCM | Dcode Festival                                       |
| 10 de octubre de 2019                          | Zaragoza              | España | Sala Oasis                                 | LOS40 Básico Opel Corsa                              |
| 11 de octubre de 2019                          | Zaragoza              | España | Plaza del Pilar                            | Fiestas del Pilar                                    |
| 26 de octubre de 2019                          | Alicante              | España | Plaza de Toros de Alicante                 | [ 8 ]                                                |
| 31 de octubre de 2019                          | Madrid                | España | Estación de Moncloa                        | Centenario Metro de Madrid                           |
| 2 de noviembre de 2019                         | La Coruña             | España | Coliseum da Coruña                         | [ 10 ]                                               |
| 8 de noviembre de 2019                         | Madrid                | España | WiZink Center                              | LOS40 Music Awards 2019                              |
| 15 de noviembre de 2019                        | Córdoba               | España | Góngora Gran Café                          | Escenario Dial                                       |
| 23 de noviembre de 2019                        | Baracaldo             | España | Sala CUBEC!                                | [ 13 ]                                               |
| 30 de noviembre de 2019                        | Barcelona             | España | Sant Jordi Club                            | [ 14 ]                                               |
| 5 de diciembre de 2019                         | Murcia                | España | Palacio de Deportes de Murcia              | [ 15 ]                                               |
| 13 de diciembre de 2019                        | Madrid                | España | IFEMA                                      | Cumbre del Clima 2019                                |
| 21 de diciembre de 2019                        | Málaga                | España | MAC Palacio de Ferias y Congresos          | [ 17 ]                                               |
| 4 de enero de 2020                             | Logroño               | España | Palacio de los Deportes de La Rioja        | Festival Actual 2020                                 |
| 1 de marzo de 2020                             | Avilés                | España | Teatro Armando Palacio Valdés              | [ 19 ]                                               |
| 4 de marzo de 2020                             | Barcelona             | España | Sala Cotton Club del Casino                |                                                      |
| Segunda Etapa: Gira Acústica (2020)            |                       |        |                                            |                                                      |
| 10 de julio de 2020                            | Bilbao                | España | Palacio Euskalduna                         |                                                      |
| 11 de julio de 2020                            | Huesca                | España | Palacio de Congresos de Huesca             |                                                      |
| 16 de julio de 2020                            | Torrelavega           | España | Jardines de la Feria de Muestras           |                                                      |
| 17 de julio de 2020                            | Gijón                 | España | Plaza de Toros de Gijón                    | Metrópoli Festival 2020                              |
| 18 de julio de 2020                            | Gijón                 | España | Plaza de Toros de Gijón                    | Metrópoli Festival 2020                              |
| 19 de julio de 2020                            | Vigo                  | España | Terraza Auditorio Mar de Vigo              |                                                      |
| 23 de julio de 2020                            | Burgos                | España | Palacio de la Isla                         |                                                      |
| 24 de julio de 2020                            | Aranda de Duero       | España | Centro Cívico Virgen de las Viñas          |                                                      |
| 25 de julio de 2020                            | Ponferrada            | España | Auditorio Municipal de Ponferrada          |                                                      |
| 31 de julio de 2020                            | Fuengirola            | España | Marenostrum Castle Park                    | Cosquín Rock España 2020                             |
| 1 de agosto de 2020                            | Córdoba               | España | Teatro de la Axerquía                      |                                                      |
| 3 de agosto de 2020                            | Barcelona             | España | Estadio Camp Nou                           | Cruïlla XXS                                          |
| 8 de agosto de 2020                            | La Roda               | España | Pista del Parque Adolfo Suárez             | Festival de los Sentidos Ed. Especial                |
| 15 de agosto de 2020                           | Sant Feliu de Guíxols | España | Guíxols Arena                              | Festival Porta Ferrada 2020                          |
| 16 de agosto de 2020                           | Sant Feliu de Guíxols | España | Guíxols Arena                              | Festival Porta Ferrada 2020                          |
| 21 de agosto de 2020                           | San Fernando          | España | Parking Bahía Sur                          |                                                      |
| 22 de agosto de 2020                           | Sevilla               | España | Centro Andaluz de Arte Contemporáneo       |                                                      |
| 23 de agosto de 2020                           | Baeza                 | España | Plaza de Toros de Baeza                    |                                                      |
| 28 de agosto de 2020 (21:00h)                  | Alicante              | España | Puerto de Alicante                         | Noches Mediterráneas                                 |
| 28 de agosto de 2020 (23:30h)                  | Alicante              | España | Puerto de Alicante                         | Noches Mediterráneas                                 |
| 29 de agosto de 2020                           | Benidorm              | España | Auditorio Julio Iglesias                   | Benidorm Summer Nights                               |
| 5 de septiembre de 2020 (20:30h)               | Alcalá de Henares     | España | Escenario Huerta del Obispo                |                                                      |
| 5 de septiembre de 2020 (22:30h)               | Alcalá de Henares     | España | Escenario Huerta del Obispo                |                                                      |
| 11 de septiembre de 2020                       | Granada               | España | Palacio de Congresos de Granada            |                                                      |
| 18 de septiembre de 2020                       | Logroño               | España | Auditorio Riojaforum                       |                                                      |
| 24 de septiembre de 2020                       | Burriana              | España | Mercat Central de Borriana                 |                                                      |
| 25 de septiembre de 2020 (20:30h)              | Vall de Uxó           | España | Grutas de San José                         | Evento Especial por el Día Internacional del Turismo |
| 25 de septiembre de 2020 (22:00h)              | Vall de Uxó           | España | Grutas de San José                         | Evento Especial por el Día Internacional del Turismo |
| 3 de octubre de 2020 (MAÑ)                     | Valencia              | España | Auditorio Marina Sur                       | Festival de Les Arts Lite                            |
| 3 de octubre de 2020 (TAR)                     | Valencia              | España | Auditorio Marina Sur                       | Festival de Les Arts Lite                            |
| Tercera Etapa: Gira Salto al Color (2021)      |                       |        |                                            |                                                      |
| 30 de abril de 2021                            | Gerona                | España | Escalinata de la Catedral de Gerona        |                                                      |
| 4 de junio de 2021                             | Tudela                | España | Teatro Gaztambide                          |                                                      |
| 5 de junio de 2021                             | Tudela                | España | Teatro Gaztambide                          |                                                      |
| 12 de junio de 2021                            | Murcia                | España | Plaza de Toros                             | Festival Murcia On                                   |
| 19 de junio de 2021                            | Albacete              | España | Recinto Ferial de Albacete                 | Noche de Antorchas Festival                          |
| 20 de junio de 2021                            | Almería               | España | Recinto Ferial de Almería                  | Festival Cooltural Go                                |
| 26 de junio de 2021                            | Esquivias             | España | Plaza de Toros de Esquivias                | Las Noches de la Sagra                               |
| 1 de julio de 2021                             | Valencia              | España | Marina de Valencia                         | Sons al Mediterrani                                  |
| 3 de julio de 2021                             | Madrid                | España | Real Jardín Botánico Alfonso XIII          | Noches del Botánico 2021                             |
| 9 de julio de 2021                             | Barcelona             | España | Parque del Fórum                           |                                                      |
| 10 de julio de 2021                            | Noya                  | España | IES Campo de San Alberto                   |                                                      |
| 14 de julio de 2021                            | Mahón                 | España | Teatro Principal de Mahón                  | Cicle Sons de Nit & Splendid Festival                |
| 15 de julio de 2021                            | Mahón                 | España | Teatro Principal de Mahón                  | Cicle Sons de Nit & Splendid Festival                |
| 16 de julio de 2021                            | Calviá                | España | Recinto Antiguo Aquapark                   | Mallorca Live Summer                                 |
| 24 de julio de 2021                            | San Fernando          | España | Parking Bahía Sur                          | Bahía Sound                                          |
| 30 de julio de 2021                            | Los Alcázares         | España | Centro Deportivo Municipal                 | Live Mar Menor                                       |
| 5 de agosto de 2021                            | Sitges                | España | Auditorio Jardins de Terramar              | Festival Jardins de Terramar                         |
| 6 de agosto de 2021                            | Rosas                 | España | Ciudadela de Rosas                         | Festival Sons del Mon                                |
| 8 de agosto de 2021                            | Pineda de Mar         | España | Espai Marítim ARTS d'Estiu                 | Festival Arts d´Estiu                                |
| 12 de agosto de 2021                           | Vigo                  | España | Auditorio de Castrelos                     | [ 21 ]                                               |
| 13 de agosto de 2021                           | Aranda de Duero       | España | Recinto Ferial de Aranda de Duero          | Sonorama Ribera 2021                                 |
| 15 de agosto de 2021                           | Torrelavega           | España | Teatro Concha Espina                       | Festival de Verano del Concha Espina 2021            |
| 17 de agosto de 2021                           | Játiva                | España | Estadio de la Murta                        |                                                      |
| 20 de agosto de 2021                           | Martos                | España | Auditorio Municipal de Martos              |                                                      |
| 22 de agosto de 2021                           | Culleredo             | España | Jardín Botánico Ría do Burgo               | Morriña Festival                                     |
| 27-29 de agosto de 2021                        | Alcalá de Henares     | España | Recinto Amurallado del Palacio Arzobispal  | Festival Gigante 2021                                |
| 29 de agosto de 2021                           | Alicante              | España | Muelle 12-Puerto de Alicante               | Festival Noches Mediterráneas                        |
| 3 de septiembre de 2021                        | Mérida                | España | Teatro Romano de Mérida                    | Stone & Music Festival 2021                          |
| 4 de septiembre de 2021                        | Pozoblanco            | España | Recinto Ferial de Pozoblanco               |                                                      |
| 17 de septiembre de 2021                       | Sariñena              | España | Cartuja de Nuestra Señora de las Fuentes   | Sonna Huesca                                         |
| 10 de octubre de 2021                          | San Sebastián         | España | Auditorio Kursaal                          |                                                      |
| 29-31 de octubre de 2021                       | Benicàssim            | España | Recinto FIB                                | San San Festival 2021                                |
| 6 de noviembre de 2021                         | Valladolid            | España | Polideportivo Pisuerga                     |                                                      |
| 13 de noviembre de 2021                        | Pamplona              | España | Navarra Arena                              |                                                      |
| 19 de noviembre de 2021                        | Madrid                | España | WiZink Center                              | [ 26 ]                                               |
| 17 de diciembre de 2021                        | Zaragoza              | España | Pabellón Príncipe Felipe                   |                                                      |